# Josef Vozdecký
Josef Vozdecký (* 22. ledna 1945 Šitbořice) je český politik a podnikatel v oboru vinařství, od října 2013 do ledna 2016 poslanec Poslanecké sněmovny PČR jako nestraník za hnutí ANO 2011.

## Život
Po absolvování středního odborného učiliště ve Valticích si později dodělal maturitu. Následně vystudoval vinařství na lednické fakultě Vysoké školy zemědělské v Brně (získal titul Ing.).
V roce 1970 nastoupil do Českých vinařských závodů (dnes Bohemia Sekt s.r.o.), kde zůstal až do roku 1989. Začínal jako technolog, postupně se vypracoval až na vedoucí pozici. Po revoluci krátce působil jako podnikový ředitel Vinařských závodů v Praze (1989 až 1991). V roce 1991 se vrátil do Bohemia Sektu, kde pak až do roku 2011 působil jako generální ředitel a v letech 1997 až 2012 také jako předseda představenstva.
Od počátku 90. let působil dvacet let ve statutárních orgánech nejvýznamnějších českých a moravských vinařských společností (např. Českomoravské vinné sklepy spol. s r.o.; Víno Mikulov, a.s.; Habánské sklepy, spol. s r.o.; Chateau Bzenec, spol. s r.o.; Českomoravská vína, spol. s r.o. či Pražská vodka & destiláty, spol. s r.o.). Od roku 2012 soukromě podniká v oblasti vinařského poradenství.
Angažuje se rovněž v Národním vinařském centru, o.p.s. V roce 2010 také získal titul Gentleman Pro, který uděluje nezávislá Panevropská společnost pro kulturu, vzdělávání a vědecko-technickou spolupráci Comenius (ocenění vyzdvihuje zralost a zásluhy, které laureáti během celého svého, a to nejen profesionálního života, nasbírali).
Josef Vozdecký je ženatý a má dvě děti.

## Politické působení
V 70. letech 20. století vstoupil do KSČ, dle vlastních slov z pracovních důvodů, aby mohl zastávat vedoucí pozici v podniku. Ve straně žádnou funkci neměl a po roce 1989 z ní vystoupil.
Ve volbách do Poslanecké sněmovny PČR v roce 2013 kandidoval jako nestraník za hnutí ANO 2011 v pozici lídra v Plzeňském kraji a byl zvolen. V průběhu roku 2015 však měl opakovaně nečekané zdravotní problémy, a proto se rozhodl, že se funkce poslance vzdá. 14. ledna 2016 ho ve Sněmovně nahradila kinezioložka Miloslava Rutová.